# 奈洞駅
奈洞駅 （ナドンえき）は、大韓民国慶尚南道晋州市にかつて存在した韓国鉄道公社の駅である。

## 路線
- 韓国鉄道公社
  - 慶全線

## 駅名
地名としての「奈洞」のハングル表記は「내동」（ネドン）であるが、当駅は開業から廃止に至るまでハングル表記は「나동」（ナドン）であった。

## 歴史
- 1967年2月22日：開業[1]
- 1984年3月1日：廃止。

## 隣の駅
慶全線
晋州駅 - 奈洞駅 - 柳樹駅